# Normanby by Spital
Normanby by Spital est une paroisse civile et un village du Lincolnshire, en Angleterre.